# Gediminas Bagdonas
Gediminas Bagdonas (* 26. Dezember 1985 in Mantviliškis, Rajongemeinde Kėdainiai) ist ein ehemaliger litauischer Radrennfahrer und späterer Sportlicher Leiter eines Radsportteams.

## Karriere
Gediminas Bagdonas gewann 2005 eine Etappe bei den Tweedaagse van de Gaverstreek und er wurde Dritter der Gesamtwertung bei der Olympia’s Tour. 2006 gewann er das Eintagesrennen Dwars door het Hageland. Bei der litauischen Zeitfahrmeisterschaft belegte er den zweiten Rang. Im Jahr 2007 fuhr Bagdonas für das belgisch-litauische Continental Team Klaipeda-Splendid. Er wurde im gleichen Jahr nationaler Zeitfahrmeister in der U23- und in der Elite-Klasse. Im Jahr 2008 folgte ein Wechsel zum kasachischen Continental Team Ulan. Ein Jahr später wechselte der Litauer zum Team Piemonte. Er gewann 2009 das Memorial Philippe Van Coningsloo in Belgien.
2011 wechselte Bagdonas zum belgischen Continental Team An Post-Sean Kelly. Im Mai 2011 gewann er zwei Etappen und die Gesamtwertung des An Post Rás in Irland. Kurz darauf gewann er eine Etappe und die Gesamtwertung der Ronde de l’Oise. Zudem wurde er wiederum litauischer Zeitfahrmeister und gewann auch noch eine Etappe der Tour of Britain. Zum Ende der Saison nahm Bagdonas an den Weltmeisterschaften im dänischen Kopenhagen teil. Er belegte den 32. Platz im Zeitfahren und den 25. Rang im Straßenrennen. Im Jahr 2012 konnte Bagdonas weitere Erfolge erringen. Er belegte Rang zwei beim Eintagesrennen Rund um Köln. Zudem siegte er bei der Ronde van Noord-Holland. Auch beim An Post Rás konnte er wieder zwei Etappen gewinnen. Zudem gewann er auch die Punktewertung in diesem Rennen. Ebenfalls gewann er zum zweiten Mal in seiner Karriere das Memorial Philippe Van Coningsloo. Im Juni 2012 entschied Bagdonas die litauische Meisterschaft im Straßenrennen für sich. Schlussendlich gewann er im August des Jahres noch drei Etappen sowie die Gesamtwertung der Baltic Chain Tour. Er vertrat sein Land bei den Olympischen Sommerspielen 2012 in London und belegte im Straßenrennen den 57. Platz.
2013 wechselte Bagdonas zum französischen UCI WorldTeam AG2R La Mondiale. Im Jahr 2014 errang er den dritten Platz auf der Schlussetappe der 4 Tage von Dünkirchen, was international sein bestes Ergebnis während der Zeit im Team AG2R. 2025 und 2026 nahm er jeweils an der Vuelta a España teil und erreichte 2016 auf der siebten Etappen einen sechsten Etappenrang. Auf nationaler Ebene wurde er 2018 litauischer Meister sowohl im Straßenrennen als auch im Einzelzeitfahren, 2019 erneut im Einzelzeitfahren. 
Nach der Saison 2019 verließ Bagdonas das Team AG2R und fuhr 2020 noch eine Saison für die Nationalmannschaft sowie einen Verein aus seiner Heimatstadt Klaipėda. Im August sicherte er sich zum dritten Mal den nationalen Titel im Straßenrennen. 
2022 war Bagdonas Assistent in der Sportlichen Leitung des neu gegründeten litauischen Kaunas Cycling Teams. Zur Saison 2023 übernahm er die Funktion des Sportlichen Leiters im Tartu2024 Cycling Team. 

## Erfolge
2007
- Litauischer Meister – Einzelzeitfahren
- Litauischer Meister – Einzelzeitfahren (U23)
- Gesamtwertung und eine Etappe Triptyque des Barrages

2009
- Memorial Philippe Van Coningsloo

2011
- Gesamtwertung und zwei Etappen An Post Rás
- Gesamtwertung und eine Etappe Ronde de l’Oise
- Litauischer Meister – Einzelzeitfahren
- eine Etappe Tour of Britain

2012
- Ronde van Noord-Holland
- zwei Etappen An Post Rás
- Memorial Philippe Van Coningsloo
- Litauischer Meister – Straßenrennen
- Gesamtwertung und drei Etappen Baltic Chain Tour

2018
- Litauischer Meister – Einzelzeitfahren
- Litauischer Meister – Straßenrennen

2019
- Litauischer Meister – Einzelzeitfahren

2020
- Litauischer Meister – Straßenrennen

## Grand-Tour-Platzierungen
| Grand Tour            | 2015 | 2016 |
| --------------------- | ---- | ---- |
| Giro d’ItaliaGiro     | –    | –    |
| Tour de FranceTour    | –    | –    |
| Vuelta a EspañaVuelta | 154  | 134  |